# پالینورو (کشتی)
پالینورو (کشتی) (به انگلیسی: Palinuro (ship)) یک کشتی بود که طول آن  LOA:69 m و  ارتفاع آن  37,50 m at mainmast بود. این کشتی  در سال ۱۹۳۴ ساخته شد.